# Europees kampioenschap voetbal mannen onder 17 - 2008
Het Europees kampioenschap voetbal onder 17 van 2008 (kortweg: EK voetbal -17) was de 26ste editie van het Europees kampioenschap voetbal mannen onder 17 en is bedoeld voor spelers die op of na 1 januari 1991 geboren zijn. Ondanks de leeftijdgrens van 17 jaar mochten ook spelers van 18 jaar meespelen omdat de leeftijdsgrens alleen bij het begin van de kwalificatie voor het EK geldt. Het toernooi werd van 4 mei tot en met 16 mei 2008 in Antalya, Turkije gehouden. Spanje won het toernooi voor de achtste keer.
Op het EK voetbal -17 duren de wedstrijden tachtig minuten (twee maal veertig minuten).

## Kwalificatie
| Land        | Gekwalificeerd als          | Beste prestatie    |
| ----------- | --------------------------- | ------------------ |
| Turkije     | Gastland                    | Kampioen (2005)    |
| Ierland     | Eliteronde: Winnaar groep 1 | Debuut             |
| Zwitserland | Eliteronde: Winnaar groep 2 | Kampioen (2002)    |
| Frankrijk   | Eliteronde: Winnaar groep 3 | Kampioen (2004)    |
| Servië      | Eliteronde: Winnaar groep 4 | Kwartfinale (2002) |
| Schotland   | Eliteronde: Winnaar groep 5 | Debuut             |
| Spanje      | Eliteronde: Winnaar groep 6 | Kampioen (2007)    |
| Nederland   | Eliteronde: Winnaar groep 7 | Tweede (2005)      |

## Groepsfase
De loting vond plaats op donderdag 3 april 2008 in Antalya. Turkije was automatisch in Groep A geplaatst.

### Groep A
| Pos. | Land      | GW | W | G | V | DV | DT | +/− | Ptn. |
| ---- | --------- | -- | - | - | - | -- | -- | --- | ---- |
| 1    | Turkije   | 3  | 2 | 1 | 0 | 4  | 0  | +4  | 6    |
| 2    | Nederland | 3  | 2 | 0 | 1 | 3  | 3  | 0   | 6    |
| 3    | Servië    | 3  | 1 | 1 | 1 | 2  | 1  | +1  | 4    |
| 4    | Schotland | 3  | 0 | 0 | 3 | 0  | 5  | –5  | 0    |

|            |                                                      |     |           |                                                                  |
| 4 mei 2008 | Turkije                                              | 3–0 | Nederland | Sportcomplex Mardan, Antalya Scheidsrechter: Libor Kovařík (CZE) |
| 4 mei 2008 | Öztürk Karataş 11' Eren Albayrak 71' Aykut Demir 80' |     |           | Sportcomplex Mardan, Antalya Scheidsrechter: Libor Kovařík (CZE) |

|            |           |                                         |        |                                                                                  |
| 4 mei 2008 | Schotland | 0–2                                     | Servië | World of Wonders Football Centre, Antalya Scheidsrechter: Anders Hermansen (DEN) |
| 4 mei 2008 |           | 40' Danijel Aleksić 42' Danijel Aleksić |        | World of Wonders Football Centre, Antalya Scheidsrechter: Anders Hermansen (DEN) |

|            |                         |     |        |                                                                                  |
| 7 mei 2008 | Nederland               | 1–0 | Servië | World of Wonders Football Centre, Antalya Scheidsrechter: Hubert Siejewicz (POL) |
| 7 mei 2008 | Geoffrey Castillion 33' |     |        | World of Wonders Football Centre, Antalya Scheidsrechter: Hubert Siejewicz (POL) |

|            |                 |     |           |                                                                  |
| 7 mei 2008 | Turkije         | 1–0 | Schotland | Sportcomplex Mardan, Antalya Scheidsrechter: Tero Nieminen (FIN) |
| 7 mei 2008 | Emrah Yollu 13' |     |           | Sportcomplex Mardan, Antalya Scheidsrechter: Tero Nieminen (FIN) |

|             |        |     |         |                                                                                   |
| 10 mei 2008 | Servië | 0–0 | Turkije | World of Wonders Football Centre, Antalya Scheidsrechter: Gediminas Mažeika (LTU) |
| 10 mei 2008 |        |     |         | World of Wonders Football Centre, Antalya Scheidsrechter: Gediminas Mažeika (LTU) |

|             |                                               |     |           |                                                                  |
| 10 mei 2008 | Nederland                                     | 2–0 | Schotland | Sportcomplex Mardan, Antalya Scheidsrechter: Angel Angelov (BUL) |
| 10 mei 2008 | Geoffrey Castillion 34' Ricardo van Rhijn 46' |     |           | Sportcomplex Mardan, Antalya Scheidsrechter: Angel Angelov (BUL) |

### Groep B
| Pos. | Land        | GW | W | G | V | DV | DT | +/− | Ptn. |
| ---- | ----------- | -- | - | - | - | -- | -- | --- | ---- |
| 1    | Spanje      | 3  | 2 | 1 | 0 | 8  | 4  | +4  | 7    |
| 2    | Frankrijk   | 3  | 2 | 1 | 0 | 7  | 4  | +3  | 7    |
| 3    | Zwitserland | 2  | 1 | 0 | 2 | 1  | 4  | –3  | 3    |
| 4    | Ierland     | 2  | 0 | 0 | 3 | 2  | 6  | –4  | 0    |

|            |                                          |     |                 |                                                                      |
| 4 mei 2008 | Frankrijk                                | 2–1 | Ierland         | Sportcomplex Mardan, Antalya Scheidsrechter: Gediminas Mažeika (LTU) |
| 4 mei 2008 | Yannis Tafer 65' Alexandre Lacazette 80' |     | 32' Paul Murphy | Sportcomplex Mardan, Antalya Scheidsrechter: Gediminas Mažeika (LTU) |

|            |                     |     |             |                                                                                  |
| 4 mei 2008 | Spanje              | 2–0 | Zwitserland | World of Wonders Football Centre, Antalya Scheidsrechter: Hubert Siejewicz (POL) |
| 4 mei 2008 | Sergi 52' Sergi 61' |     |             | World of Wonders Football Centre, Antalya Scheidsrechter: Hubert Siejewicz (POL) |

|            |                                                       |     |                                        |                                                                  |
| 7 mei 2008 | Frankrijk                                             | 3–3 | Spanje                                 | Sportcomplex Mardan, Antalya Scheidsrechter: Angel Angelov (BUL) |
| 7 mei 2008 | Yannis Tafer 11' Clément Grenier 43' William Remy 48' |     | 31' Thiago 45' Jorge Pulido 67' Thiago | Sportcomplex Mardan, Antalya Scheidsrechter: Angel Angelov (BUL) |

|            |         |                          |             |                                                                               |
| 7 mei 2008 | Ierland | 0–1                      | Zwitserland | World of Wonders Football Centre, Antalya Scheidsrechter: Libor Kovařík (CZE) |
| 7 mei 2008 |         | 49' (e.d.) Gavin Gunning |             | World of Wonders Football Centre, Antalya Scheidsrechter: Libor Kovařík (CZE) |

|             |             |                                   |           |                                                                                  |
| 10 mei 2008 | Zwitserland | 0–2                               | Frankrijk | World of Wonders Football Centre, Antalya Scheidsrechter: Anders Hermansen (DEN) |
| 10 mei 2008 |             | 33' Yannis Tafer 51' Yannis Tafer |           | World of Wonders Football Centre, Antalya Scheidsrechter: Anders Hermansen (DEN) |

|             |                     |     |                                              |                                                                  |
| 10 mei 2008 | Ierland             | 1–3 | Spanje                                       | Sportcomplex Mardan, Antalya Scheidsrechter: Tero Nieminen (FIN) |
| 10 mei 2008 | Conor Hourihane 15' |     | 47' Rubén Rochina 56' Rubén Rochina 73' Keko | Sportcomplex Mardan, Antalya Scheidsrechter: Tero Nieminen (FIN) |

## Knock-outfase
|  | halve finale     | halve finale     |  |           | finale           | finale           |
|  |                  |                  |  |           |                  |                  |
|  | 13 mei – Antalya |                  |  |           |                  |                  |
|  | Spanje           | 2                |  |           |                  |                  |
|  | Nederland        | 1                |  |           | 16 mei – Antalya | 16 mei – Antalya |
|  |                  |                  |  |           | Spanje           | 4                |
|  | 13 mei – Antalya | 13 mei – Antalya |  | Frankrijk | 0                |                  |
|  | Turkije          | 1 (3)            |  |           |                  |                  |
|  | Frankrijk        | 1 (4)            |  |           |                  |                  |

### Halve finale
|                          |                       |     |                             |                                                                      |
| 13 mei 2008 18:30 (MEZT) | Turkije               | 1–1 | Frankrijk                   | Sportcomplex Mardan, Antalya Scheidsrechter: Gediminas Mažeika (LTU) |
| 13 mei 2008 18:30 (MEZT) | Abdülkadir Kayalı 31' |     | 69' Thimothée Kolodziecziak | Sportcomplex Mardan, Antalya Scheidsrechter: Gediminas Mažeika (LTU) |
| 13 mei 2008 18:30 (MEZT) | Strafschoppen         |     |                             | Sportcomplex Mardan, Antalya Scheidsrechter: Gediminas Mažeika (LTU) |
| 13 mei 2008 18:30 (MEZT) | 4–5                   |     |                             | Sportcomplex Mardan, Antalya Scheidsrechter: Gediminas Mažeika (LTU) |

|                          |                                      |            |                     |                                                                        |
| 13 mei 2008 20:00 (MEZT) | Spanje                               | 2–1 (n.v.) | Nederland           | Antalya Atatürkstadion, Antalya Scheidsrechter: Anders Hermansen (DEN) |
| 13 mei 2008 20:00 (MEZT) | Jorge Pulido 46' Ángel Martínez 112' |            | 34' Rodney Sneijder | Antalya Atatürkstadion, Antalya Scheidsrechter: Anders Hermansen (DEN) |

### Finale
|                          |           |                                               |        |                                                                  |
| 16 mei 2008 18:30 (MEZT) | Frankrijk | 0–4                                           | Spanje | Sportcomplex Mardan, Antalya Scheidsrechter: Libor Kovařík (CZE) |
| 16 mei 2008 18:30 (MEZT) |           | 31' Keko 46' Sergi 63' (pen.) Thiago 69' Manu |        | Sportcomplex Mardan, Antalya Scheidsrechter: Libor Kovařík (CZE) |